# Алеко-Кюёль
Алеко́-Кюёль (якут. Өлөөкө Күөл) — село в Среднеколымском улусе Республики Саха (Якутия) России. Административный центр Кангаласского 1-го наслега.

## География
Село находится в северо-восточной части Якутии, в пределах Колымской низменности, на расстоянии примерно 153 км (по прямой) к северо-западу от города Среднеколымск, административного центра улуса. Абсолютная высота — 32 м над уровнем моря.
Климат
Климат характеризуется как резко континентальный. Средняя температура воздуха самого тёплого месяца (июля) составляет 12 °C; самого холодного (января) — −38 °C. Среднегодовое количество атмосферных осадков составляет 150—200 мм.
Часовой пояс
Село Алеко-Кюёль находится в часовой зоне МСК+8. Смещение применяемого времени относительно UTC составляет +11:00.

## История
Согласно Закону Республики Саха (Якутия) от 30 ноября 2004 года N 173-З N 353-III село возглавило образованное муниципальное образование Кангаласский 1-й наслег.

## Население
| 1989 | 2002 | 2010 | 2021 |
| ---- | ---- | ---- | ---- |
| 700  | ↘654 | ↘557 | ↘512 |

Половой состав
По данным Всероссийской переписи населения 2010 года, в гендерной структуре населения мужчины составляли 48,5 %, женщины — соответственно 51,5 %.
Национальный состав
Согласно результатам переписи 2002 года, в национальной структуре населения якуты составляли 96 % из 654 чел.

## Улицы
| - ул. А. Явловского, - ул. Д. Созонова, - ул. Лесная, | - ул. Молодёжная, - ул. Светлая, - ул. Ю. Винокурова. |

## Транспорт
Транспортное сообщение осуществляется по автозимнику Среднеколымск — Алеко-Кюёль, а также воздушным транспортом.